# Stern von Rio (1955)
Stern von Rio ist ein deutsch-italienisches Abenteuerfilmmelodram des Hollywood-Heimkehrers Kurt Neumann aus dem Jahre 1955. Die Hauptrollen spielen Maria Frau, Johannes Heesters und Willy Fritsch. Die Geschichte ist eine Neuverfilmung des gleichnamigen La Jana-Klassikers von 1940.

## Handlung
Irgendwo in Brasiliens unwegsamer Natur. Hier schürft der abenteuerlustige Glücksritter Vincente Salvino ohne Genehmigung nach Diamanten. Eines Tages hat er Riesenglück, als er in einem Flussbett einen besonders großen Edelstein findet. Mit Freundin Dina will er den Fund, der ihn reich machen könnte, entsprechend groß feiern. Als wenig später die rassige Tänzerin Chiquita mit ihrem Musiker, dem stummen Mario, dazustößt, ist es um Vincente geschehen. Fortan hat er nur noch Augen für die junge, verführerische Frau. In Liebe entbrannt, möchte er Chiquita den Diamanten „Stern von Rio“ zum Geschenk machen. Da aber Vincente den Klunker unrechtmäßig in seinen Besitz überführt hat und ihn überdies beim illegalen Suchen im Schürfgebiet des Minenbesitzers Don Felipe fand, wird er festgenommen und der Diamant ihm sogleich entwendet.
Chiquita ist sehr darauf aus, dennoch den Stern von Rio, wie von Vincente versprochen, zu erhalten und beginnt nun Don Felipe mit allen Mitteln weiblicher Verführungskunst zu umgarnen. Der deutlich ältere Caballero ist fasziniert von der exotischen Tänzerin und lässt sich auf ihre Flirtversuche ein. Als dieser ihr wie erhofft schließlich den Edelstein um den Hals legt, fällt wie von Geisterhand in diesem Moment das Licht aus, und jemand reißt im Schutz der Dunkelheit Chiquita die wertvolle Preziose vom Hals. Der stumme Mario ist der Übeltäter, der dies aus Verehrung zu Chiquita tat. Von nun an wandert der Stern von Rio durch mehrere Hände. Don Felipe bittet derweil das Mädchen um ihre Hand, und die willigt ein. Schließlich gerät der Edelstein auf verschlungenen Pfaden zu Felipe zurück. In dem Moment, in dem Chiquita ihren Vincente wieder sieht, entscheidet sie sich um und ist nun bereit, ein Leben mit ihm, und sei es in Armut, zu verbringen.

## Produktionsnotizen
Die Dreharbeiten zu Stern von Rio begannen vom 12. Dezember 1954 und endeten am 9. März 1955. Gedreht wurde vor Ort in Brasilien (Rio de Janeiro und Umgebung)sowie in den CCC-Studios in Berlin-Spandau. Die Uraufführung fand bereits ein Monat nach Drehende, am 9. April 1955, statt.
Frank Clifford übernahm die Produktionsleitung. Gabriel Pellon und Hans-Jürgen Kiebach gestalteten die Filmbauten, Trude Ulrich die Kostüme. Arthur Grimm besorgte die Standfotos, Heinz Rosen war der Choreograph der Tänze.

## Wissenswertes
Mit Stern von Rio begann 1955 das Jahr der zahlreichen Remakes deutschsprachiger Leinwandklassiker: Es gab Neuverfilmungen u. a. von Der Kongreß tanzt, Die Drei von der Tankstelle, Drei Tage Mittelarrest, Rosenmontag, Reifende Jugend, Urlaub auf Ehrenwort, Ball im Savoy, Oberwachtmeister Schwenke (als Oberwachtmeister Borck), Krach um Jolanthe (als Das fröhliche Dorf), Der Postmeister (als Dunja) und Krambambuli (als Heimatland).

## Kritik
Im Filmdienst heißt es: „Die aus Liebe, Eifersucht, Habgier und Gaunerei gestrickte Handlung wird mit ausgiebigen Eindrücken vom brasilianischen Karneval und zahlreichen Tänzen ausgeschmückt.“

## Einzelnachweis
1. ↑  Stern von Rio. In: Lexikon des internationalen Films. Filmdienst, abgerufen am 1. Dezember 2019.